# 胚培養
胚培養（はいばいよう、英語: embryo culture）とは、受精後の胚を培養すること。「種の壁」を越えて植物同士を交配しても、胚は途中で死んでしまう。胚が死ぬ前に試験管内に取り出して培養すると、雑種の植物体にまで成長する。ハクサイとキャベツの雑種ハクランや、キャベツとコマツナの雑種千宝菜などがすでに市販されている。植物同士が遠縁で受精が起こらない場合には、胚珠を取り出して試験管内で受精、培養する胚珠培養という方法も開発されている。